# DNA (企業)
株式会社DNA（英名：DNA Inc.）は、日本のグラフィックデザイン会社。

## 沿革
- 2003年2月 - 設立。

## 主な役員
- 岡田知之
- 福田篤史

## 所在地
本社
- 東京都港区麻布十番三丁目9番7号

## 関連リンク
- ダンスノットアクトグループ公式サイト